# Премия Эйнштейна
Премия Эйнштейна (англ. Albert Einstein Award) — награда в области теоретической физики, присуждавшаяся Институтом перспективных исследований (США). Была учреждена в 1949 году и вручалась в 1951—1979 годах. Включала в себя медаль и денежную премию.
Наипрестижнейшая награда по физике своего времени, называемая в одном ряду с Нобелевской премией.

## Лауреаты
- 1951 — Гёдель, Курт и  Швингер, Джулиан
- 1954 —  Фейнман, Ричард Филлипс
- 1958 — Теллер, Эдвард
- 1959 —  Либби, Уиллард Франк
- 1960 — Силард, Лео
- 1961 —  Альварес, Луис
- 1965 — Уилер, Джон Арчибальд
- 1967 — Розенблют, Маршалл Николас
- 1970 — Неэман, Юваль
- 1972 —  Вигнер, Юджин
- 1978 — Хокинг, Стивен Уильям
- 1979 — Редже, Туллио